# Acid house
Acid house is een muziekstroming die in de jaren 80 in Chicago ontstond. Deze muziek is herkenbaar aan een borrelend, pruttelend geluid dat gemaakt wordt met de TB-303-synthesizer. Rond 1987-1988 was er een grote golf aan platen waar dit geluid werd gebruikt. Daarna is het karakteristieke acidgeluid een vertrouwd ingrediënt geworden voor het maken van danceplaten.

## Geschiedenis
DJ Pierre van de groep Phuture ontdekte toevallig dat hij met zijn Roland TB-303-synthesizer onbedoelde, extreem vervormde geluiden kon produceren. De TB-303 was door Roland nooit ontworpen om te worden gebruikt zoals Phuture dat voor het eerst deed, maar voor baslijnen. Zodat bijvoorbeeld een gitarist zichzelf zou kunnen begeleiden of een band zonder bassist toch een stevige 'basis' kon neerzetten. Het apparaat flopte echter voor zijn oorspronkelijke doelstelling en werd uit de productie gehaald.
Met deze geluiden maakte DJ Pierre in 1985 de eerste acidhouseplaat. Deze nummers werden in 1987 uitgebracht op het platenlabel TRAX uit Chicaco. Het gaat hier om een maxi-single waarop op de A-kant het nummer Acid Tracks staat en op de B-kant de nummers Phuture Jacks en Your Only Friend. Deze maxi-single werd geproduceerd en gemixt door Marshall Jefferson. De plaat viel in de smaak bij de invloedrijke dj Ron Hardy, die het nummer veel draaide. Het geluid werd in korte tijd bijzonder populair en meerdere acidplaten verschenen zoals Acid Over (Tyree Cooper), Land Of Confusion (Armando (houseproducer)) en Acid Man van Jolly Roger. Het staat overigens ter discussie of Acid Trax de oudste acidplaat is. Ook I've Lost Control van Sleezy D. wordt vaak als zodanig genoemd.
Al snel maakte het genre de oversteek naar Groot-Brittannië, waar in 1988 de tweede 'Summer of love' plaatsvond, met grootse openlucht 'raves'. De smiley werd het symbool voor de acidhouse-subcultuur, en in die tijd kreeg het genre ook de vaste naam "acid house". De Britse groep 808 State pikte de trend op en werkte het uit op het album Newbuild. Groepslid A Guy Called Gerald bereikte zelfs de hitlijsten met acidplaat Voodoo Ray. Meer commercieel was het nummer We call it Acieeed van D-Mob, dat een yell werd. Door de enorme populariteit van acid house kwam het geluid al snel terug in popnummers die de histlijsten bestormden, zoals Bananarama - "Tripping on Your Love", Samantha Fox - "Love House", de Britse en Nederlandse nummer-één-hit Yazz & The Plastic Population - "The Only Way Is Up" en de Britse nummer-één-hit S'Express - "Theme from S'Express".
De voorloper van Acid house, Italodisco, kende ook het gebruik van de Roland TB-303 wat is terug te horen in het nummer van My Mine - Hypnotic Tango uit 1983. De TB-303 werd als bassline in het nummer gebruikt met een kleine delay effect. 

## Invloed
Hoewel de acidhouse rond 1990 weer over zijn hoogtepunt was bleef het geluid populair onder producers. Door nummers als Substance Abuse van Richie Hawtin en Hardtrance Acperience van Hardfloor bleef het geluid onder de aandacht. Hardfloor bleef als act het geluid consequent gebruiken en ontwikkelde ook een crossover het Lounge via het project Da’damn’phreak’noize’phunk. Ook Josh Wink gaf het geluid een impuls met het nummer Higher State Of Consciousness (1995). Ook producer Luke Vibert bleek een groot liefhebber van acid. Hij maakte in 2003 een ode aan het geluid met de single I Love Acid. Het acidgeluid was ook sterk van invloed op de ontwikkeling van Big beat. De single Chemical beats (1994) van de Chemical Brothers gebruikt een schurend acidgeluid dat later in vele andere tracks terugkeerde. Ook binnen de trance (muziek) zijn er producers die veel van het geluid gebruik maakten. Bekende voorbeelden daarvan zijn Kai Tracid en Emmanuel Top.

## Herkomst van de naam
Er is veel discussie geweest over de herkomst van de naam "acid house".
Volgens één theorie ontstond de naam als verwijzing naar alle muziek die klonk als de eerste acidhouseplaat, Acid Trax van Phuture. Dit nummer stond in het nachtleven van Chicago bekend als "Ron Hardy's Acid Track" omdat het zo populair was dat het "burned the dance floor like acid" (als zuur op de dansvloer brandde).
Er is een tweede theorie die zegt dat "acid" of "acid burning" in Chicago in die tijd een negatieve, afkeurende term was voor sampling in houseplaten.
Volgens een derde theorie verwijst de naam naar "acid", de slang-benaming voor LSD. De reden hiervoor zou zijn dat de muziek zeer vreemd en vervormd klinkt, alsof men aan het "trippen" is. Een andere mogelijke reden zou zijn dat de muziek lekker zou klinken terwijl men aan het "trippen" is. Deze derde theorie werd veel gebruikt door politici om acid house als drugsmuziek en -cultuur aan te pakken.

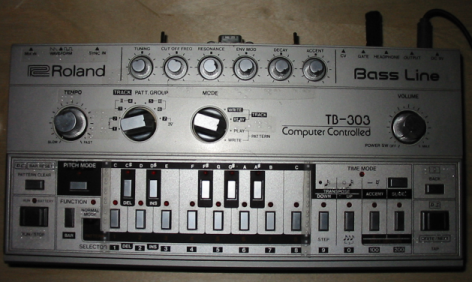
Het kenmerkende acidhousegeluid werd geproduceerd met de bassynthesizer Roland TB-303

## Belangrijke artiesten
- Phuture
- 808 State
- Adamski
- Acid Junkies
- Hardfloor
- Marshall Jefferson
- Plastikman
- Lil Louis
- S'Express
- Tyree Cooper
- A Guy Called Gerald
- Psychic TV
- Bam Bam
- Emmanuel Top
- Alter Ego

## Andere betekenissen
The Acid House is de titel van een roman van Irvine Welsh, die later verfilmd is.